# رايموند د. فولر
رايموند د. فولر (بالإنجليزية: Raymond D. Fowler)‏ هو عالم نفس أمريكي، ولد في 22 ديسمبر 1930 في جاسبر في الولايات المتحدة، وتوفي في 17 مارس 2015 في سان دييغو في الولايات المتحدة.